# Kochiura decolorata
Kochiura decolorata är en spindelart som först beskrevs av Eugen von Keyserling 1886.  Kochiura decolorata ingår i släktet Kochiura och familjen klotspindlar. Inga underarter finns listade i Catalogue of Life.